# Geometría

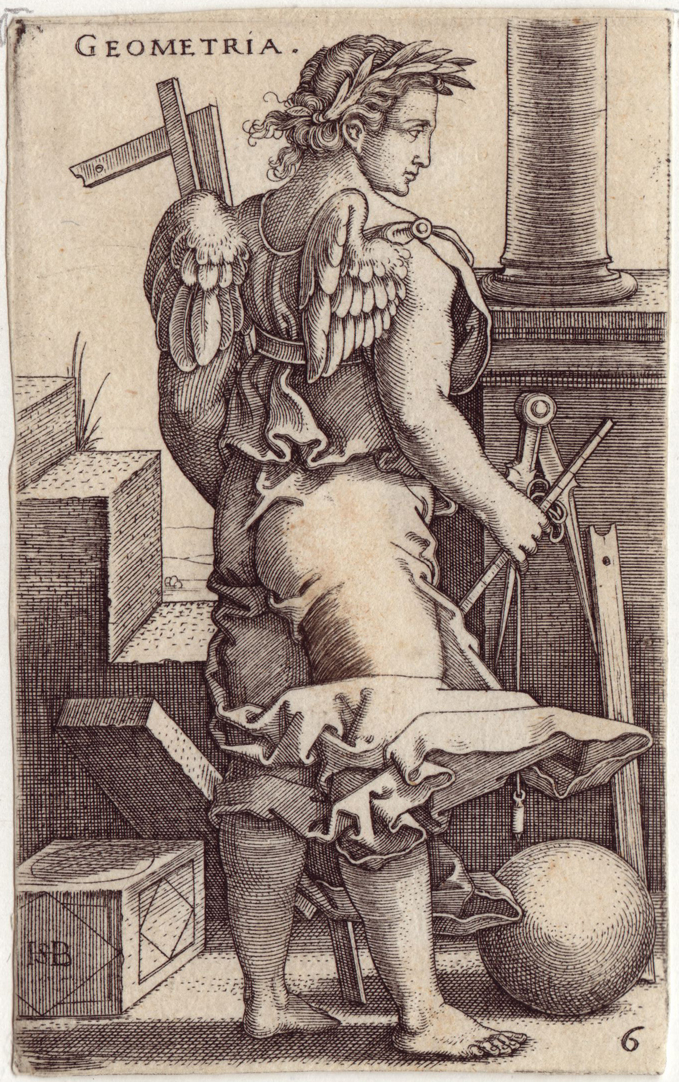
Alegoría de la geometría, de Hans Sebald Beham (s. XVI).

La geometría (del latín geometrĭa, y este del griego γεωμετρία de γῆ gē, ‘tierra’, y μετρία metría, ‘medida’) es una rama de las matemáticas que se ocupa del estudio de las propiedades de las figuras en el plano o el espacio, incluyendo: puntos, rectas, planos, politopos (como paralelas, perpendiculares, curvas, superficies, polígonos, poliedros, etc.).
Es la base teórica de la geometría descriptiva o del dibujo técnico. También da fundamento a instrumentos como el compás, el teodolito, el pantógrafo o el sistema de posicionamiento global (en especial cuando se la considera en combinación con el análisis matemático y sobre todo con las ecuaciones diferenciales).
Sus orígenes se remontan a la solución de problemas concretos relativos a medidas. Tiene su aplicación práctica en física aplicada, mecánica, arquitectura, geografía, cartografía, astronomía, náutica, topografía, balística, etc., y es útil en la preparación de diseños e incluso en la fabricación de artesanía.

## Historia
La civilización babilónica fue una de las primeras culturas en incorporar el estudio de la geometría. La invención de la rueda abrió el camino al estudio de la circunferencia y posteriormente al descubrimiento del número π (pi). También desarrollaron el sistema sexagesimal, al conocer que cada año cuenta con 365 días. Además implementaron una fórmula para calcular el área del trapecio rectángulo.
En el antiguo Egipto estaba muy desarrollada, según los textos de Heródoto, Estrabón y Diodoro Sículo. Euclides, en el siglo III a. C., configuró la geometría en forma axiomática y constructiva, tratamiento que estableció una norma a seguir durante muchos siglos: la geometría euclidiana descrita en Los Elementos.

## Axiomas, definiciones y teoremas

Un teorema descubierto y probado por Arquímedes: una esfera tiene del volumen de su cilindro circunscrito

La geometría se propone ir más allá de lo alcanzado por la intuición. Por ello, es necesario un método riguroso, sin errores; para conseguirlo se han utilizado históricamente los sistemas axiomáticos. El primer sistema axiomático lo establece Euclides, aunque era incompleto. David Hilbert propuso a principios del siglo XX otro sistema axiomático, este ya completo.
Como en todo sistema formal, las definiciones, no solo pretenden describir las propiedades de los objetos, o sus relaciones. Cuando se axiomatiza algo, los objetos se convierten en entes abstractos ideales y sus relaciones se denominan modelos.
Esto significa que las palabras «punto», «recta» y «plano» deben perder todo significado material. Cualquier conjunto de objetos que verifique las definiciones y los axiomas cumplirá también todos los teoremas de la geometría en cuestión, y sus relaciones serán virtualmente idénticas al del modelo «tradicional».
Los siguientes son algunos de los conceptos más importantes en geometría.

### Axiomas

La geometría esférica es un ejemplo de geometría no euclidiana.

En geometría euclidiana, los axiomas y postulados son proposiciones que relacionan conceptos, definidos en función del punto, la recta y el plano. Euclides planteó cinco postulados y fue el quinto (el postulado de paralelismo) el que siglos después —cuando muchos geómetras lo cuestionaron al analizarlo— originará nuevas geometrías: la elíptica (geometría de Riemann) o la hiperbólica de Nikolái Lobachevski.
En geometría analítica, los axiomas se definen en función de ecuaciones de puntos, basándose en el análisis matemático y el álgebra. Adquiere otro nuevo sentido hablar de puntos, rectas o planos. f(x) puede definir cualquier función, llámese recta, circunferencia, plano, etc.

Ilustración del postulado de las paralelas de Euclides.

Euclides adoptó un enfoque abstracto de la geometría en sus Elementos, uno de los libros más influyentes jamás escritos. Euclides introdujo ciertos axiomas o postulados que expresan propiedades primarias o evidentes de puntos, líneas y planos. Procedió a deducir rigurosamente otras propiedades mediante el razonamiento matemático. El rasgo característico de la aproximación de Euclides a la geometría fue su rigor, y ha llegado a conocerse como geometría axiomática o sintética. A principios del siglo XIX, el descubrimiento de geometrías no euclidianas por Nikolai Ivanovich Lobachevsky (1792-1856), János Bolyai (1802-1860), Carl Friedrich Gauss (1777-1855) y otros llevaron a un resurgimiento del interés por esta disciplina, y en el siglo XX, David Hilbert (1862–1943) empleó el razonamiento axiomático en un intento de proporcionar una base moderna de la geometría.

### Puntos
Los puntos se consideran objetos fundamentales en la geometría euclidiana. Se han definido de diversas formas, incluida la definición de Euclides como "aquello que no tiene parte"  y mediante el uso de álgebra o conjuntos anidados. En muchas áreas de la geometría, como la geometría analítica, la geometría diferencial y la topología, se considera que todos los objetos se construyen a partir de puntos. Sin embargo, se ha realizado algún estudio de geometría sin referencia a puntos.

### Líneas
Euclides describió una línea como "longitud sin ancho" que "se encuentra igualmente con respecto a los puntos sobre sí misma". En las matemáticas modernas, dada la multitud de geometrías, el concepto de línea está estrechamente relacionado con la forma en que se describe la geometría. Por ejemplo, en geometría analítica, una línea en el plano a menudo se define como el conjunto de puntos cuyas coordenadas satisfacen una ecuación lineal dada, pero en un entorno más abstracto, como la geometría de incidencia, una línea puede ser un objeto independiente, distinto del conjunto de puntos que se encuentran en él. En geometría diferencial, una geodésica es una generalización de la noción de línea a espacios curvos.

### Planos
Un plano es una superficie plana bidimensional que se extiende infinitamente. Los planos se utilizan en todas las áreas de la geometría. Por ejemplo, los planos se pueden estudiar como una superficie topológica sin hacer referencia a distancias o ángulos; se puede estudiar como un espacio afín, donde se pueden estudiar la colinealidad y las proporciones pero no las distancias; se puede estudiar como el plano complejo utilizando técnicas de análisis complejo ; y así sucesivamente.

### Ángulos
Euclides define un ángulo plano como la inclinación entre sí, en un plano, de dos líneas que se encuentran y no son rectas entre sí. En términos modernos, un ángulo es la figura formada por dos rayos de luz, llamados lados del ángulo, que comparten un punto final común, llamado vértice del ángulo.

Ángulos agudos (a), obtusos (b) y rectos (c). Los ángulos agudos y obtusos también se denominan ángulos oblicuos.

En la geometría euclidiana, los ángulos se utilizan para estudiar polígonos y triángulos, además de formar un objeto de estudio por derecho propio. El estudio de los ángulos de un triángulo o de los ángulos en un círculo unitario forma la base de la trigonometría.
En geometría diferencial y cálculo, los ángulos entre curvas planas o curvas espaciales o superficies se pueden calcular utilizando la derivada.

### Curvas
Una curva es un objeto unidimensional que puede ser recto (como una línea) o no; las curvas en el espacio bidimensional se denominan curvas planas y las del espacio tridimensional se denominan curvas espaciales.
En topología, una curva se define mediante una función de un intervalo de los números reales a otro espacio. En geometría diferencial, se usa la misma definición, pero se requiere que la función definitoria sea diferenciable. La geometría algebraica estudia las curvas algebraicas, que se definen como variedades algebraicas de dimensión uno.

### Superficies

Una esfera es una superficie que se puede definir paramétricamente (como x = r sin θ cos φ, y = r sin θ sin φ, z = r cos θ) o en forma implícita (como x^{2} + y^{2} + z^{2} − r^{2} = 0.)

Una superficie es un objeto bidimensional, como una esfera o un paraboloide. En geometría diferencial  y topología, las superficies se describen mediante "parches" bidimensionales (o vecindades ) que se ensamblan mediante difeomorfismos u homeomorfismos, respectivamente. En geometría algebraica, las superficies se describen mediante ecuaciones polinómicas.

### Variedades
Una variedad es una generalización de los conceptos de curva y superficie. En topología, una variedad es un espacio topológico donde cada punto tiene una vecindad que es homeomorfa al espacio euclidiano. En geometría diferencial, una variedad diferenciable es un espacio donde cada vecindario es difeomórfico al espacio euclidiano.
Las variedades se utilizan ampliamente en física, incluida la relatividad general y la teoría de cuerdas.

### Longitud, área y volumen
La longitud, el área y el volumen describen el tamaño o la extensión de un objeto en una dimensión, dos dimensiones y tres dimensiones, respectivamente.
En geometría euclidiana y geometría analítica, la longitud de un segmento de línea a menudo se puede calcular mediante el teorema de Pitágoras.
El área y el volumen pueden definirse como cantidades fundamentales separadas de la longitud, o pueden describirse y calcularse en términos de longitudes en un plano o espacio tridimensional. Los matemáticos han encontrado muchas fórmulas explícitas para el área y fórmulas para el volumen de varios objetos geométricos. En cálculo, el área y el volumen se pueden definir en términos de integrales, como la integral de Riemann o la integral de Lebesgue.

### Métricas y medidas

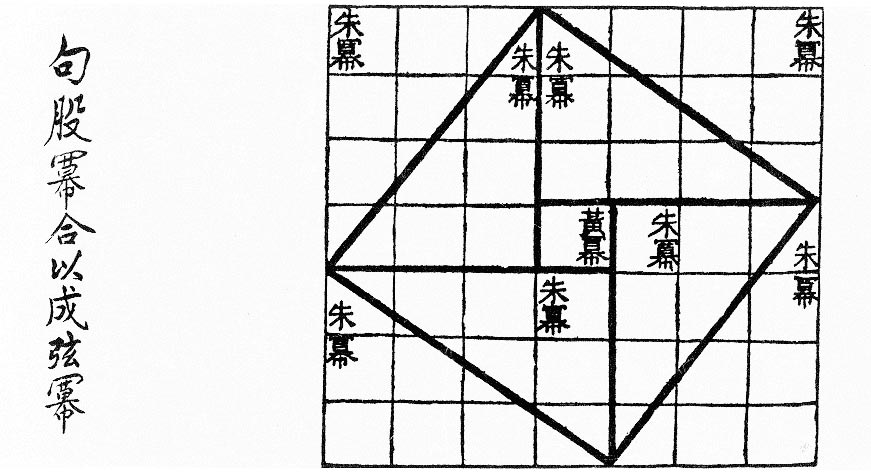
Comprobación visual del teorema de Pitágoras para el triángulo (3, 4, 5) como en el Zhoubi Suanjing 500-200 a. C. El teorema de Pitágoras es una consecuencia de la métrica euclidiana].

El concepto de longitud o distancia se puede generalizar, dando lugar a la idea de métricas. Por ejemplo, la métrica euclidiana mide la distancia entre puntos en el plano euclidiano, mientras que la métrica hiperbólica mide la distancia en el plano hiperbólico. Otros ejemplos importantes de métricas incluyen la métrica de Lorentz de la relatividad especial y la métrica semirriemanniana de la relatividad general.
En otra dirección, los conceptos de longitud, área y volumen se amplían con la teoría de la medida, que estudia métodos de asignación de un tamaño o medida a conjuntos, donde las medidas siguen reglas similares a las del área y volumen clásicos.

### Congruencia y similitud
La congruencia y la similitud son conceptos que describen cuando dos formas tienen características similares. En la geometría euclidiana, la similitud se usa para describir objetos que tienen la misma forma, mientras que la congruencia se usa para describir objetos que son iguales tanto en tamaño como en forma. Hilbert, en su trabajo sobre la creación de una base más rigurosa para la geometría, trató la congruencia como un término indefinido cuyas propiedades están definidas por axiomas.
La congruencia y la similitud se generalizan en la geometría de transformación, que estudia las propiedades de los objetos geométricos que se conservan mediante diferentes tipos de transformaciones.

### Construcciones con compás y regla
Los geómetras clásicos prestaron especial atención a la construcción de objetos geométricos que se habían descrito de alguna otra manera. Clásicamente, los únicos instrumentos permitidos en las construcciones geométricas son el compás y la regla. Además, cada construcción tenía que completarse en un número finito de pasos. Sin embargo, algunos problemas resultaron difíciles o imposibles de resolver solo por estos medios, y se encontraron ingeniosas construcciones utilizando parábolas y otras curvas, así como dispositivos mecánicos.

### Dimensión

El copo de nieve de Koch, con dimensión fractal = log4 / log3 y dimensión topológica = 11

Donde la geometría tradicional permitía las dimensiones de una línea de un plano y nuestro mundo ambiental concebido como un espacio tridimensional, los matemáticos y físicos han utilizado dimensiones superiores durante casi dos siglos. Un ejemplo de uso matemático para dimensiones superiores es el espacio de configuración de un sistema físico, que tiene una dimensión igual a los grados de libertad del sistema. Por ejemplo, la configuración de un tornillo se puede describir mediante cinco coordenadas.
En topología general, el concepto de dimensión se ha extendido desde los números naturales hasta la dimensión infinita (espacios de Hilbert, por ejemplo) y los números reales positivos (en geometría fractal). En geometría algebraica, la dimensión de una variedad algebraica ha recibido varias definiciones aparentemente diferentes, que son todas equivalentes en los casos más comunes.

### Simetría

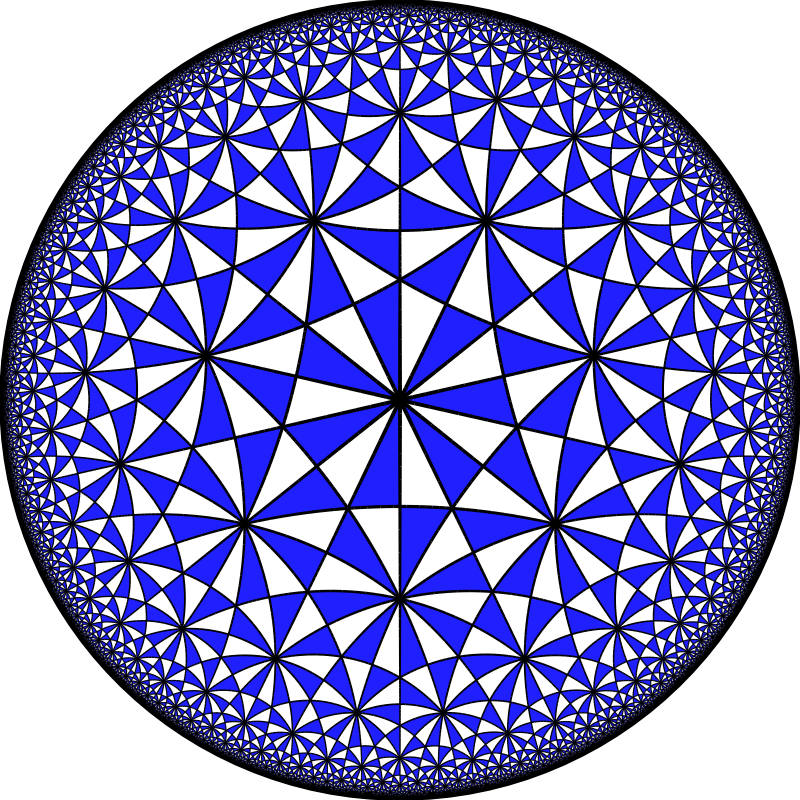
Un mosaico del plano hiperbólico

El tema de la simetría en geometría es casi tan antiguo como la ciencia de la geometría misma. Las formas simétricas como el círculo, los polígonos regulares y los sólidos platónicos tenían un significado profundo para muchos filósofos antiguos y fueron investigadas en detalle antes de la época de Euclides. Los patrones simétricos ocurren en la naturaleza y fueron representados artísticamente en una multitud de formas, incluyendo los gráficos de Leonardo da Vinci, MC Escher y otros. En la segunda mitad del siglo XIX, la relación entre simetría y geometría fue objeto de un intenso escrutinio.
El programa de Erlangen de Felix Klein proclamó que, en un sentido muy preciso, la simetría, expresada a través de la noción de un grupo de transformación, determina qué es la geometría. La simetría en la geometría euclidiana clásica está representada por congruencias y movimientos rígidos, mientras que en la geometría proyectiva juegan un papel análogo las colinaciones, transformaciones geométricas que convierten las líneas rectas en líneas rectas. Sin embargo, fue en las nuevas geometrías de Bolyai y Lobachevsky, Riemann, Clifford y Klein, y Sophus Lieque la idea de Klein de "definir una geometría a través de su grupo de simetría" encontró su inspiración. Tanto las simetrías discretas como las continuas juegan un papel destacado en la geometría, la primera en la topología y la teoría de grupos geométricos, la última en la teoría de Lie y la geometría de Riemann.
Un tipo diferente de simetría es el principio de dualidad en la geometría proyectiva, entre otros campos. Este meta-fenómeno se puede describir aproximadamente de la siguiente manera: en cualquier teorema, intercambiar ”punto” con “plano”, “unirse” con “encuentro”, “se encuentra” con “contiene”, y el resultado es un teorema igualmente verdadero. Existe una forma de dualidad similar y estrechamente relacionada entre un espacio vectorial y su espacio dual.

## Topología y geometría

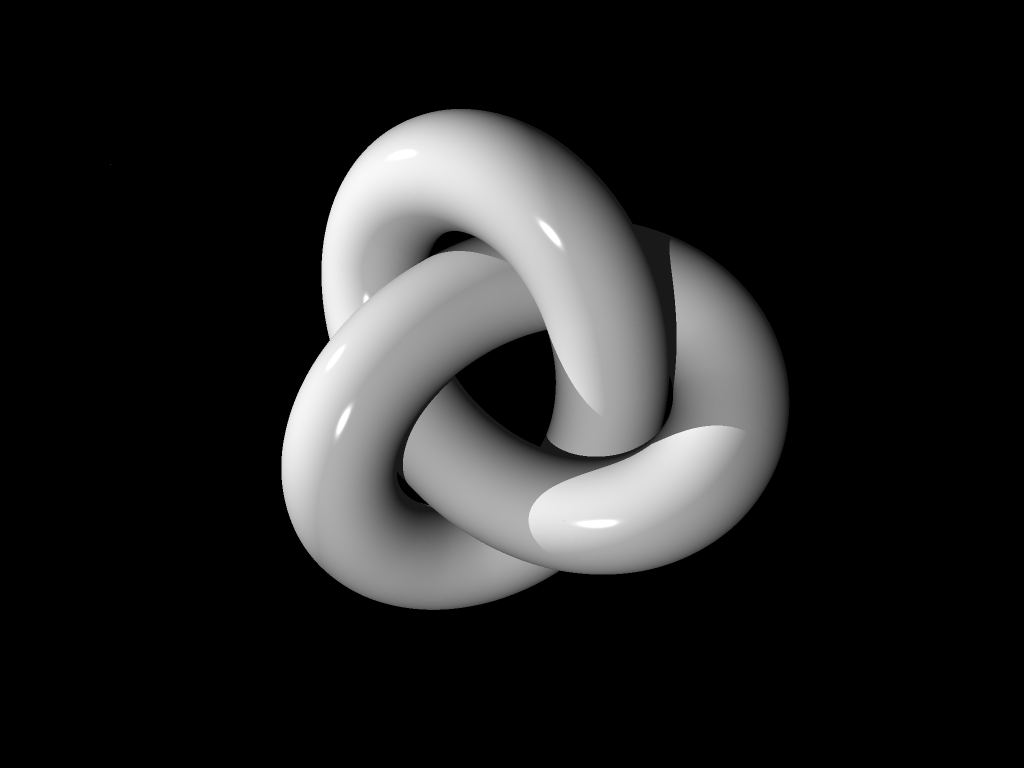
El nudo de trébol

El campo de la topología, que tuvo un gran desarrollo en el siglo XX, es en sentido técnico un tipo de geometría transformacional, en que las transformaciones que preservan las propiedades de las figuras son los homeomorfismos (por ejemplo, esto difiere de la geometría métrica, en que las transformaciones que no alteran las propiedades de las figuras son las isometrías). Esto ha sido frecuentemente expresado en la forma del dicho: "la topología es la geometría de la página de goma".

## Tipos de geometría
Desde los antiguos griegos, han existido numerosas contribuciones a la geometría, particularmente a partir del siglo XVIII. Eso ha hecho que proliferen numerosas subramas de la geometría con enfoques muy diferentes. Para clasificar los diferentes desarrollos de la geometría moderna se pueden recurrir a diferentes enfoques:

### Geometrías según el tipo de espacio
Los antiguos griegos manejaban un único tipo de geometría, a saber, la geometría euclídea, hábilmente codificada en los Elementos de Euclides por una escuela alejandrina encabezada por Euclides. Este tipo de geometría se basó en un estilo formal de deducciones a partir de cinco postulados básicos. Los cuatro primeros fueron ampliamente aceptados y Euclides los usó extensivamente, sin embargo, el quinto postulado fue menos usado y con posterioridad diversos autores trataron de demostrarlo a partir de los demás, la imposibilidad de dicha deducción llevó a constatar que junto con la geometría euclídea existían otros tipos de geometrías en que el quinto postulado de Euclídes no participaba. De acuerdo a las modificaciones introducidas en ese quinto postulado se llega a familias diferentes de geometrías o espacios geométricos diferentes entre ellos:
- La geometría absoluta, que es el conjunto de hechos geométricos derivables a partir únicamente de los primeros cuatro postulados de Euclides.
- La geometría euclídea, que es la geometría particular que se obtiene de aceptar como axioma también el quinto postulado. Los griegos consideraron dos variantes de geometría euclídea:
  - Geometría euclídea del plano
  - Geometría euclídea del espacio
- La geometría clásica es una recopilación de resultados para las geometrías euclídeas.

A partir del siglo XIX se llegó a la conclusión de que podían definirse geometrías no euclídeas entre ellas:
- La geometría elíptica
- La geometría esférica
- La geometría finita
- La geometría hiperbólica
- La geometría riemanniana

### Geometrías asociadas a transformaciones
En el siglo XIX, Klein desarrolló el denominado Programa de Erlange que establecía otra forma de enfocar los conceptos geométricos: estudiar bajo qué diferentes tipos de transformaciones matemáticas se verificaban invarianzas. Así se identificaron grupos dotados de diversas operaciones y se plantearon subdisciplinas con base en cuales eran los tipos particulares de transformaciones bajo las cuales se registraban invarianzas. Este estudio permitió la siguiente clasificación geométrica:
- Geometría afín
- Geometría conforme
- Geometría convexa
- Geometría discreta
- Geometría de incidencia
- Geometría ordenada
- Geometría proyectiva

### Geometría según el tipo de representación
Si bien Euclides básicamente se restringió a conceptos geométricos representables mediante figuras (puntos, líneas, círculos, etc.) el desarrollo de otras ramas de las matemáticas no conectadas inicialmente con la geometría propiamente dicha, llevó a poder aplicar las herramientas de otras ramas a problemas propiamente geométricos así nacieron:
. La geometría algebraica
. La geometría analítica
. La geometría descriptiva
- La Topología geométrica
- La geometría diferencial que engloba como ramas a:
  - Geometría diferencial discreta
  - La geometría de curvas y superficies
    - La Geometría diferencial de curvas
    - La Geometría diferencial de superficies

  - La Geometría diferencial de hipersuperficies
  - Geometría diferencial de variedades
  - La geometría de Riemann
- La Geometría fractal
- Geometría sintética

### Aplicaciones geométricas
Además de las subramas propiamente dichas modernamente han surgido numerosas aplicaciones prácticas de la geometría entre ellas:
- - Geometría computacional
  - Geometría constructiva de sólidos
  - Geometría molecular

## Enseñanza y aprendizaje de la geometría
El aprendizaje de la geometría implica el desarrollo de habilidades visuales y de argumentación.
Para que el aprendizaje de la geometría no carezca de sentido, es importante que el grupo docente se preocupe por buscar un equilibrio entre la asociación de habilidades de visualización y argumentación, pues ambas habilidades son fundamentales dentro del proceso formativo del individuo. Es decir, no se trata solo de enseñar contenidos como una “receta” o por cumplir con lo estipulado en el currículo sino que se pretende que con la enseñanza de la geometría el estudiantado aprenda a pensar lógicamente.
El ser humano, desde su infancia, crea representaciones del mundo físico que le rodea. Estas le generan una necesidad (teórica y práctica) para lograr el entendimiento de ese mundo. El hemisferio derecho del cerebro resulta ser el más beneficiado ante la presencia de estímulos visuales, a diferencia del hemisferio izquierdo, que tiene la responsabilidad de desarrollar las capacidades verbales. El estudio de la geometría contribuye significativamente al desarrollo de esas necesidades espaciales de visualización; sin embargo, hasta una época histórica reciente, que data a partir de la década de los años 50, es cuando educadores matemáticos se interesaron por el estudio de dicho campo, al vincular la capacidad matemática con la capacidad espacial.
Respecto a las dificultades que las estudiantes y los estudiantes presentan al estudiar geometría se encuentran: resolver un problema algebraicamente; calcular perímetros, áreas y volúmenes, debido a que no identifican cuál fórmula aplicar y dificultad para interpretar qué es lo que dice un problema. Al realizar el análisis por nivel, se puede observar que en el ciclo diversificado (décimo y undécimo año) la principal dificultad que presentan es interpretar lo que dice un problema. La principal dificultad de las alumnas y alumnos de séptimo, octavo y noveno año, es, respectivamente, comprender las fórmulas del perímetro, áreas y volúmenes y aprender las definiciones; resolver una situación problema algebraicamente y dificultad para extraer información de un dibujo geométrico.